# Satoshi Hayashibe
Satoshi Hayashibe (林部智史, Hayashibe Satoshi), né le 7 mai 1988 à Shinjō dans la préfecture de Yamagata au Japon, est un auteur-compositeur-interprète et personnalité de radio japonais.

## Biographie
Après avoir joué au basket-ball au lycée, il a décidé de devenir infirmier après avoir obtenu son diplôme. Cependant, la mort soudaine d'un patient qu'il avait profondément soigné pendant ses études d'infirmier l'a choqué. Accablé par la tristesse, il renonce à son rêve de devenir infirmier et se sent perdu et sans but. 
Entre 21 et 22 ans, il a décidé de voyager pour se retrouver, suivant le conseil de sa sœur aînée, car il ne voulait pas revenir à la maison pour assister à la déception de ses parents. Il s'est rendu à Hokkaidō, Niigata et Okinawa pour trouver un emploi à temps partiel. Il a commencé son voyage dans le Grand Nord et est arrivé sur l'île de Rebun, une île isolée au large de la côte d'Hokkaido. Alors qu'il travaillait à l'hôtel Mitsui Kanko, il a participé à un concours de karaoké lors d'un festival et a interprété "Stand by Me" devant un large public pour la première fois. En revenant d'une séance de karaoké avec un collègue, il s'est entendu dire : "C'est étrange, tu n'es pas un chanteur avec cette voix." Motivé, il souhaite entamer une carrière musicale à Tokyo
Il s'est inscrit au prestigieux cours de chant de l'ESP Musical Academy pour suivre une formation de chanteur professionnel. Il a bénéficié d'une bourse d'études et a payé ses frais de scolarité en travaillant comme livreur de journaux. Il a travaillé sans relâche pour concilier ses études et son travail à temps partiel. Bien qu'il ait excellé dans ses cours, il a essuyé des refus répétés lors des auditions et n'a pas pu débuter en tant que chanteur professionnel après avoir obtenu son diplôme.
Découragé, il a abandonné son rêve et a accepté un rôle de membre de la troupe à Tokyo DisneySea. Finalement, il a été invité à participer à "THE Karaoke Battle", le plus grand concours de karaoké diffusé sur TV Tokyo Network. Il s'est mesuré à d'autres chanteurs talentueux venus de tout le Japon. Les téléspectateurs ont beaucoup apprécié son chant et il a été invité à participer à l'émission à de nombreuses reprises à la demande des téléspectateurs et des membres de l'équipe. Ses nombreuses apparitions dans l'émission l'ont amené à travailler en tant que formateur vocal, où il s'est consacré à l'amélioration de ses talents de chanteur et à la reconquête de son chemin pour devenir un chanteur professionnel.
L'émission utilise une machine de karaoké développée par Dai-ichi Kosho. Le candidat qui obtient le score le plus élevé gagne. Bien qu'il ait participé à plusieurs reprises, il n'a pas réussi à obtenir le score le plus élevé, ce qui l'a empêché de gagner. Son dilemme était que, bien qu'il ait interprété une belle chanson, celle-ci ne répondait pas aux paramètres de notation des karaokés, ce qui rendait difficile l'obtention du score le plus élevé.
En janvier 2015, il a mis au point une technique qui lui permettait d'obtenir à la fois une belle chanson et un score élevé ; il s'est fixé un ultimatum personnel : "Si je ne gagne pas cette fois-ci, je me retirerai des futures apparitions." Il a remporté sa première victoire et, lors du concours de 2015 visant à déterminer le champion annuel, il est entré dans l'histoire en obtenant un score parfait de 100 points à la fois dans la phase préliminaire et dans la phase finale, remportant ainsi le concours. Il a réitéré son succès en 2016, en étant à nouveau couronné champion annuel. Après avoir terminé le programme en tant que "Hall of Famer", il s'est entièrement consacré à la poursuite de sa carrière musicale.
En février 2016, il sort sa première chanson, Aitai, considérée par les observateurs comme « la chanson la plus larmoyante du moment ». Il fait alors figure de révélation musicale de l'année 2016 au Japon. Sa voix est décrite comme « triste et magnifique ».
En 2017, il fait ses débuts à la télévision en interprétant le rôle du chanteur Kyu Sakamoto dans le 45e épisode de la série Totto-chan!, qui retrace la vie de Tetsuko Kuroyanagi.